# Posada de Valdeón
Posada de Valdeón – gmina w Hiszpanii, w prowincji León, w Kastylii i León, o powierzchni 164,6 km². W 2011 roku gmina liczyła 485 mieszkańców.